# Leuchter (Liturgie)

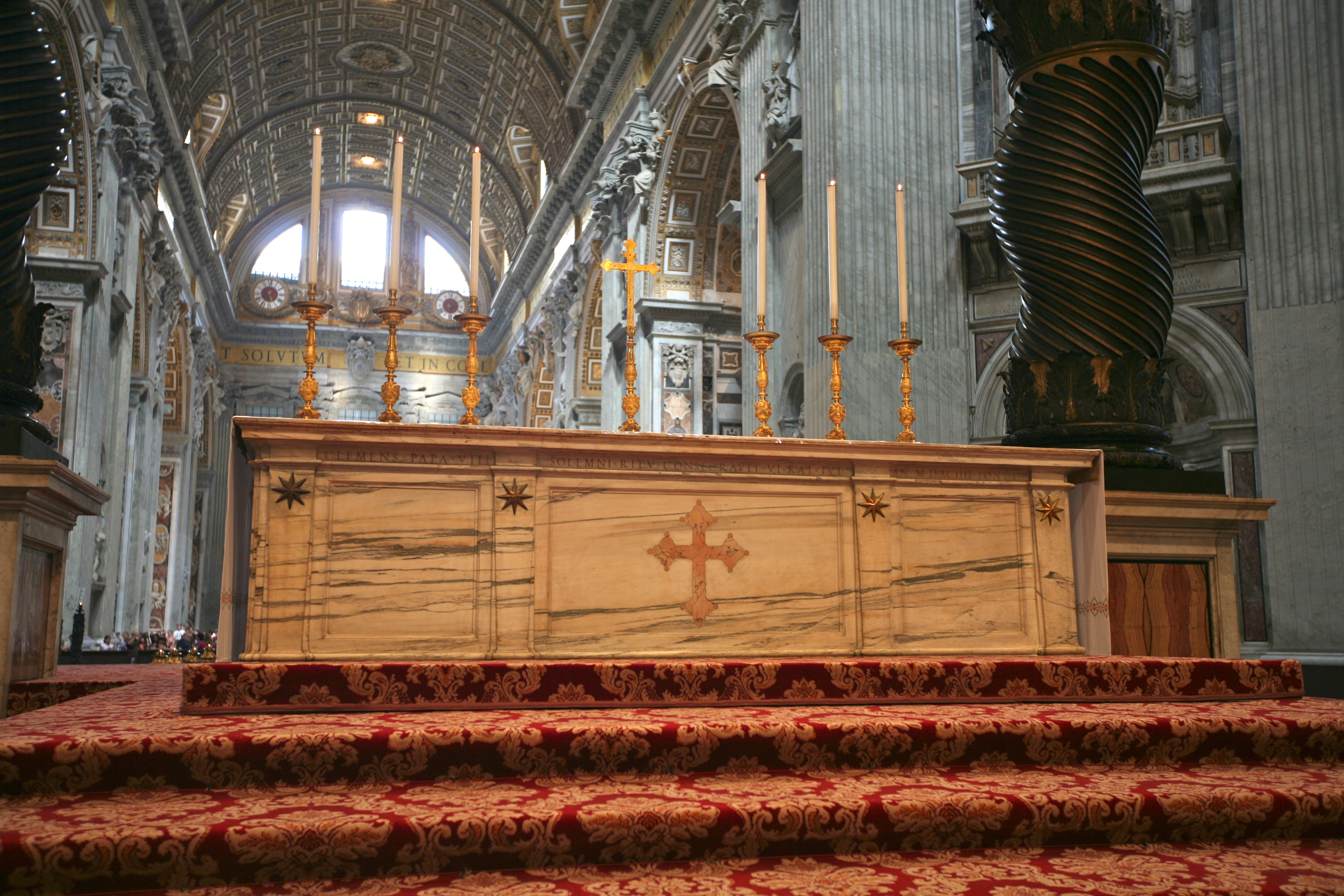
Leuchter auf dem Altar des Petersdoms

Ein Leuchter (auch Flambeau, französisch für „Fackel“) ist ein hoher Kerzenständer, auf dem sich eine große, meist weiße Kerze befindet. Leuchter werden bei Prozessionen oder bei verschiedenen Anlässen in der Liturgie von Ceroferaren getragen. Obwohl Leuchter seit dem 12. Jahrhundert im Gebrauch sind, wurde ihre Aufstellung auf dem Altar erst durch das Missale Pius’ V. zur Pflicht. Die Allgemeine Einführung ins Messbuch erklärt die Leuchter als für jede liturgische Handlung der Verehrung und der Festlichkeit wegen erforderlich. Bei jeder Feier sollen mindestens zwei bis sechs Kerzen auf dem Altar entzündet werden, wenn der Diözesanbischof die Messe feiert, sieben.
Die Flambeaus werden in der katholischen Liturgie verwendet, um bei der Verkündung des Evangeliums mit ihrem Licht an Christus zu erinnern, der sich in den Evangelien selbst als Licht bezeichnet. Auch zur Wandlung können Ministranten mit Flambeaus am Altar knien. Bei feierlichen Einzug in die Kirche und beim Auszug begleiten Leuchter das Prozessionskreuz.
In der Feier vom Leiden und Sterben Christi am Karfreitag wird das enthüllte Kruzifix von mehreren Flambeaus bzw. Kreuzkerzen flankiert. Bei der Spendung der Heiligen Kommunion dienen sie als Altarkerzen, da zu Beginn dieser Feier der Altar vollkommen entblößt sein muss.
Bei Sakramentsprozessionen sind Leuchter der Hinweis auf das Allerheiligste, das von einem Priester oder Diakon getragen wird.

## Geschichte
Aus dem ersten Jahrtausend sind zwar kaum Leuchter materiell bekannt, aber doch einige wenige Bildbeispiele, die einflammige Leuchter mit hohem Schaft auf dem Boden neben oder vor dem Altar stehend zeigen. Im 11. Jahrhundert wurde es üblich, Kreuz und Leuchter auf den Altartisch zu stellen. Vorschriften zum Material gab es nicht. Leuchter aus Holz, Email (aus Limoges) und solche mit Knäufen aus Bergkristall sind erhalten, silberne hingegen nicht. In der Romanik waren die Altarleuchter häufig aus Bronze, hier wurde der meist dreiseitige Fuß mit durchbrochenem Rankendekor, aber auch figürlichen (Reiter) oder tiergestaltigen Ornamenten (Drachen) versehen. Der Schaft konnte sehr niedrig proportioniert sein, selten fehlte jedoch ein Nodus. Mit dem Beginn der Gotik wurden Leuchter für liturgische oder weltliche Zwecke bevorzugt aus Messing gefertigt. Fuß, Schaft, Nodus und Tropfschale des Leuchters waren nun deutlicher getrennt, seine Maßverhältnisse wurden gestreckter, die Standfläche war, wenn sie ohne Füßchen blieb, rund. Im 16. Jahrhundert wurde die Verwendung von Altarleuchtern und ihre Anzahl in der Meßliturgie durch das Missale Pius’ V. (1570) und das Caeremoniale Episcoporum Clemens’ VIII. (1600) vorgeschrieben. Der spulenartige oder kelchförmige Aufriss entwickelte sich in der Renaissance zur Balusterform, der auch die barocken Leuchterformen dominierte, nur hatten die Altarleuchter dann oft wieder einen dreiseitigen Fuß.
Die Reformatoren hatten die Verwendung von Lichtern in der Liturgie eher kritisch betrachtet, dennoch setzten sich Leuchter in den lutherisch gesinnten Gemeinden auf Dauer durch. Die Barockzeit hat, vor allem in Norddeutschland, künstlerisch bemerkenswerte Arbeiten hervorgebracht.